# سپیداج دم‌بطری

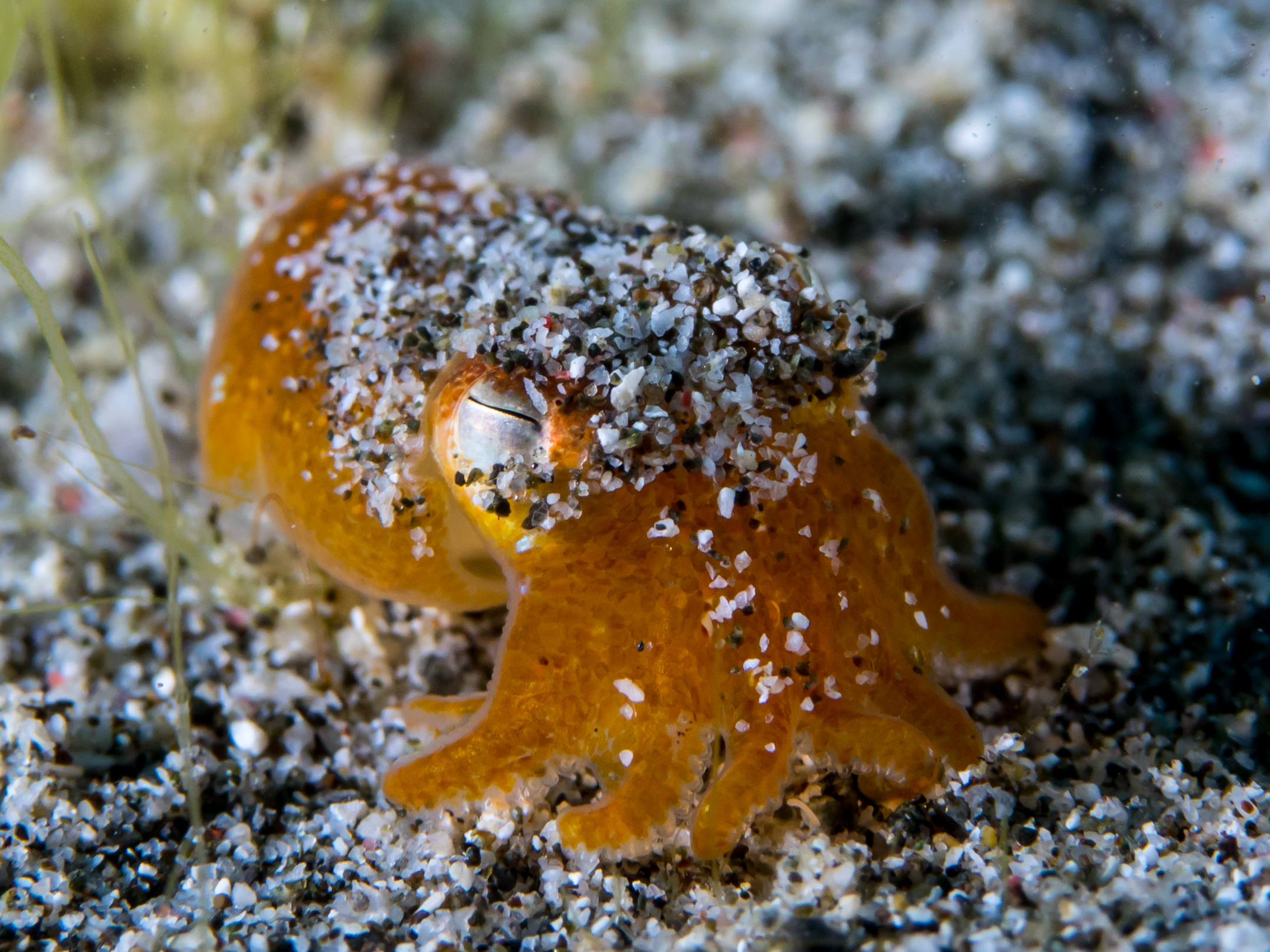
سپیداج دم‌بطری

سپیداج دم‌بطری (نام علمی: Sepiadarium kochi) نام یک گونه از شاخه نرم‌تنان است.